# David Navas
David Navas Chica (ur. 10 czerwca 1974 w Ávila) – hiszpański kolarz szosowy.

## Osiągnięcia
Opracowano na podstawie:

1996
- 1. miejsce w Vuelta a la Comunidad de Madrid
  - 1. miejsce w prologu i na 4. etapie

2000
- 2. miejsce w Grande Prémio do Minho
  - 1. miejsce na 1. etapie

2001
- 1. miejsce w klasyfikacji punktowej Vuelta a La Rioja

2003
- 3. miejsce w Memorial Manuel Galera

2004
- 2. miejsce w Vuelta a Castilla y León
  - 1. miejsce na 2. etapie (jazda drużynowa na czas)